# Vaginalni seks
Vaginalni snošaj ili vaginalni seks je snošaj koji je uvjet prirodnog produžetka mnogih vrsta čije ženke imaju vaginu. Podrazumijeva prodiranje (penetraciju) penisa u vaginu. Cilj je ejakulacija, odnosno izbacivanje sperme u vaginu. Zahvaljujući sposobnosti da se aktivno kreću, spermatozoidi imaju za cilj dospjeti do jajovoda radi oplodnje jajne stanice.
Preduvjet za vaginalni spolni odnos erekcija je penisa i vlažnost vagine.